# Phacelia patuliflora
Phacelia patuliflora är en strävbladig växtart som först beskrevs av Georg George Engelmann och Gray, och fick sitt nu gällande namn av Samuel Frederick Gray. Phacelia patuliflora ingår i Faceliasläktet som ingår i familjen strävbladiga växter. Utöver nominatformen finns också underarten P. p. teucriifolia.